# Linie
Een linie is een term die vooral in militaire zin gebruikt wordt, meestal in de vorm van verdedigingslinie. Een oude benaming is linie van communicatie, een ander woord verbindingslinie.
Een linie bestaat uit een aantal grotere en kleinere forten die met elkaar in verbinding staan door landwegen of waterwegen. De landwegen zijn meestal voorzien van borstweringen om bewegingen van troepen en materiaal tussen de versterkingen mogelijk te maken. De wateren kunnen natuurlijke wateren zijn, zoals zeearmen of brede rivieren, maar ze kunnen ook gegraven zijn, zoals grachten, of het water kan bij een oorlogssituatie in de vorm van een inundatie worden verkregen.
Bekende voorbeelden van linies zijn:
- De Staats-Spaanse Linies
- De Maginotlinie
- De Oude Hollandse Waterlinie
- De Nieuwe Hollandse Waterlinie
- De Stelling van Amsterdam
- De Stelling van Antwerpen
- De Hollandlinie
- De Atlantikwall

Ook stelsels van loopgraven of landweren kunnen als linie worden beschouwd. België kende in de 19e en 20e eeuw linieregimenten (zie 11e Linieregiment) die oorspronkelijk de opdracht hadden de aan hen toegewezen linie te verdedigen.
Veel linies hebben geen oorlogsfunctie meer, maar de sporen in het landschap vormen soms belangrijke cultuurhistorische monumenten die ook hoge landschappelijke en natuurwaarden kunnen vertegenwoordigen.
In de 18e en begin 19e eeuw werden linieregimenten geformeerd, of bataljons in linieformatie opgesteld, waarbij de soldaten naast elkaar stonden opgesteld, in 2,3 of 4 rijen achter elkaar. Een bataljon in linie formatie had veel vuurkracht, doordat een groot aantal soldaten tegelijk kon vuren. De in die tijd gebruikte musketten waren onnauwkeurig, zodat het effect van musketvuur psychologisch groter was als alle soldaten gelijktijdig vuurden en er in een keer een aantal soldaten tegelijk in de voorste lijn van de vijand sneuvelden.
Het woord linie wordt ook wel in andere militaire betekenissen gebruikt (“ze vechten in de voorste linie”) en in niet-militaire (“het bedrijf schrapt banen over de hele linie”).